# Manufacture d'armes de Saint-Étienne
A Manufacture d'armes de Saint-Étienne (MAS) foi uma empresa de produção estatal francesa localizada na cidade de Saint-Étienne. Desde então, foi incorporado ao conglomerado de defesa estatal Nexter.